# Solter liber
Solter liber är en insektsart som beskrevs av Navás 1912. Solter liber ingår i släktet Solter och familjen myrlejonsländor. Inga underarter finns listade i Catalogue of Life.